# Нагорный (Сосновский район)
Нагорный — посёлок в Сосновском районе Челябинской области России. Входит в состав Солнечного сельского поселения.

## География
Расположен недалеко от региональной автодороги 75К-138 Вахрушево — Долгодеревенское, составной части Челябинской кольцевой автодороги. Расстояние до областного центра города Челябинска 32 км, до районного центра села Долгодеревенского 18 км.

## Уличная сеть
- Луговая ул.,
- Российская ул.,
- Советская ул.,
- Урожайная.ул

## Население
| 2002 | 2010 |
| ---- | ---- |
| 349  | ↘343 |

## Инфраструктура
- Фельдшерско-акушерский пункт.

## Транспорт
Доступен автотранспортом.  